# Баселя
Баселя (кат. Bassella) - муніципалітет, розташований в Автономній області Каталонія, в Іспанії. Знаходиться у районі (кумарці) Алт Уржель провінції Лєйда, згідно з новою адміністративною реформою перебуватиме у складі Баґарії (округи) Ал Пірінеу і Аран.

## Населення
Населення міста (у 2007 р.) становить 255 осіб (з них менше 14 років - 11,8%, від 15 до 64 - 61,2%, понад 65 років - 27,1%). У 2006 р. народжуваність склала 2 особи, смертність - 2 особи, зареєстровано 0 шлюбів. У 2001 р. активне населення становило 109 осіб, з них безробітних - 4 особи.

Серед осіб, які проживали на території міста у 2001 р., 260 народилися в Каталонії (з них 167 осіб у тому самому районі, або кумарці), 6 осіб приїхало з інших областей Іспанії, а 1 особа приїхала з-за кордону. 

Університетську освіту має 5,3% усього населення. 

У 2001 р. нараховувалося 80 домогосподарств (з них 26,2% складалися з однієї особи, 13,8% з двох осіб,15% з 3 осіб, 15% з 4 осіб, 15% з 5 осіб, 7,5% з 6 осіб, 6,2% з 7 осіб, 0% з 8 осіб і 1,2% з 9 і більше осіб).

Активне населення міста у 2001 р. працювало у таких сферах діяльності : у сільському господарстві - 27,6%, у промисловості - 21%, на будівництві - 14,3% і у сфері обслуговування - 37,1%. 

 У муніципалітеті або у власному районі (кумарці) працює 79 осіб, поза районом - 53 особи.

### Безробіття
У 2007 р. нараховувалося 0 безробітних (у 2006 р. - 1 безробітний), з них чоловіки складали *%, а жінки - *%.

## Економіка

### Підприємства міста

#### Промислові підприємства
| \| Промислові підприємства міста, за сферою діяльності \| Промислові підприємства міста, за сферою діяльності \| Промислові підприємства міста, за сферою діяльності \| \| Рік \| 2002 р. \| 2001 р. \| \| --------------------------------------------------- \| --------------------------------------------------- \| --------------------------------------------------- \| \| Енергетичні та водні ресурси \| 33,3% \| 33,3% \| \| Хімія та метали \| 33,3% \| 33,3% \| \| Переробка металів \| 0% \| 0% \| \| Продукти харчування \| 0% \| 0% \| \| Текстиль \| 0% \| 0% \| \| Виробництво меблів, видання \| 33,3% \| 33,3% \| \| Інше \| 0% \| 0% \| \| Усього підприємств \| 3 \| 3 \| |         |         |
| Промислові підприємства міста, за сферою діяльності |         |         |
| Рік | 2002 р. | 2001 р. |
| Енергетичні та водні ресурси | 33,3%   | 33,3%   |
| Хімія та метали | 33,3%   | 33,3%   |
| Переробка металів | 0%      | 0%      |
| Продукти харчування | 0%      | 0%      |
| Текстиль | 0%      | 0%      |
| Виробництво меблів, видання | 33,3%   | 33,3%   |
| Інше | 0%      | 0%      |
| Усього підприємств | 3       | 3       |

#### Роздрібна торгівля
| \| Підприємства роздрібної торгівлі міста, за сферою діяльності \| Підприємства роздрібної торгівлі міста, за сферою діяльності \| Підприємства роздрібної торгівлі міста, за сферою діяльності \| \| Рік \| 2002 р. \| 2001 р. \| \| ------------------------------------------------------------ \| ------------------------------------------------------------ \| ------------------------------------------------------------ \| \| Продукти харчування \| 50% \| 0% \| \| Одяг та взуття \| 0% \| 0% \| \| Товари для дому \| 0% \| 0% \| \| Книги та періодичні видання \| 0% \| 0% \| \| Промислова хімічна продукція \| 50% \| 100% \| \| Продукція, пов'язана з транспортними засобами \| 0% \| 0% \| \| Інше \| 0% \| 0% \| \| Усього підприємств \| 2 \| 1 \| |         |         |
| Підприємства роздрібної торгівлі міста, за сферою діяльності |         |         |
| Рік | 2002 р. | 2001 р. |
| Продукти харчування | 50%     | 0%      |
| Одяг та взуття | 0%      | 0%      |
| Товари для дому | 0%      | 0%      |
| Книги та періодичні видання | 0%      | 0%      |
| Промислова хімічна продукція | 50%     | 100%    |
| Продукція, пов'язана з транспортними засобами | 0%      | 0%      |
| Інше | 0%      | 0%      |
| Усього підприємств | 2       | 1       |

#### Сфера послуг
| \| Підприємства міста, що працюють у сфері послуг, за діяльністю \| Підприємства міста, що працюють у сфері послуг, за діяльністю \| Підприємства міста, що працюють у сфері послуг, за діяльністю \| \| Рік \| 2002 р. \| 2001 р. \| \| ------------------------------------------------------------- \| ------------------------------------------------------------- \| ------------------------------------------------------------- \| \| Гуртова торгівля \| 7,1% \| 7,7% \| \| Готелі та готельний бізнес \| 28,6% \| 46,2% \| \| Транспорт та зв'язок \| 14,3% \| 15,4% \| \| Посередницькі фінансові послуги \| 0% \| 0% \| \| Послуги підприємствам \| 0% \| 0% \| \| Послуги фізичним особам \| 42,9% \| 23,1% \| \| Нерухомість та ін. \| 7,1% \| 7,7% \| \| Усього підприємств \| 14 \| 13 \| |         |         |
| Підприємства міста, що працюють у сфері послуг, за діяльністю |         |         |
| Рік | 2002 р. | 2001 р. |
| Гуртова торгівля | 7,1%    | 7,7%    |
| Готелі та готельний бізнес | 28,6%   | 46,2%   |
| Транспорт та зв'язок | 14,3%   | 15,4%   |
| Посередницькі фінансові послуги | 0%      | 0%      |
| Послуги підприємствам | 0%      | 0%      |
| Послуги фізичним особам | 42,9%   | 23,1%   |
| Нерухомість та ін. | 7,1%    | 7,7%    |
| Усього підприємств | 14      | 13      |

## Житловий фонд
У 2001 р. 1,3% усіх родин (домогосподарств) мали житло метражем до 59 м2, 26,6% - від 60 до 89 м2, 30,4% - від 90 до 119 м2 і
41,8% - понад 120 м2.

З усіх будівель у 2001 р. 24,2% було одноповерховими, 67,7% - двоповерховими, 8,1
% - триповерховими, 0% - чотириповерховими, 0% - п'ятиповерховими, 0% - шестиповерховими,
0% - семиповерховими, 0% - з вісьмома та більше поверхами.

## Автопарк
| \| Автомобілі, зареєстровані у місті, за призначенням \| Автомобілі, зареєстровані у місті, за призначенням \| Автомобілі, зареєстровані у місті, за призначенням \| \| Рік \| 2006 р. \| 2005 р. \| \| -------------------------------------------------- \| -------------------------------------------------- \| -------------------------------------------------- \| \| Приватні автомобілі \| 54% \| 55,2% \| \| Мотоцикли \| 11,2% \| 11,6% \| \| Вантажівки \| 29% \| 27,1% \| \| Трактори \| 1,1% \| 1,1% \| \| Автобуси та ін. \| 4,7% \| 5,1% \| \| Усього автомобілів \| 276 шт. \| 277 шт. \| |         |         |
| Автомобілі, зареєстровані у місті, за призначенням |         |         |
| Рік | 2006 р. | 2005 р. |
| Приватні автомобілі | 54%     | 55,2%   |
| Мотоцикли | 11,2%   | 11,6%   |
| Вантажівки | 29%     | 27,1%   |
| Трактори | 1,1%    | 1,1%    |
| Автобуси та ін. | 4,7%    | 5,1%    |
| Усього автомобілів | 276 шт. | 277 шт. |

## Вживання каталанської мови
У 2001 р. каталанську мову у місті розуміли 99,2% усього населення (у 1996 р. - 100%), вміли говорити нею 93,6% (у 1996 р. - 
98,2%), вміли читати 89,4% (у 1996 р. - 88,3%), вміли писати 67
% (у 1996 р. - 52,1%). Не розуміли каталанської мови 0,8%.

## Політичні уподобання
У виборах до Парламенту Каталонії у 2006 р. взяло участь 122 особи (у 2003 р. - 165 осіб). Голоси за політичні сили розподілилися таким чином:
| \| Вибори до Парламенту Каталонії \| Вибори до Парламенту Каталонії \| Вибори до Парламенту Каталонії \| \| Рік \| 2006 р. \| 2003 р. \| \| -------------------------------------- \| ------------------------------ \| ------------------------------ \| \| Конвергенція та Єднання (CiU) \| 62,3% \| 55,2% \| \| Соціалістична партія Каталонії (PSC) \| 5,7% \| 5,5% \| \| Народна партія (PP) \| 23% \| 20% \| \| Ініціатива за зелену Каталонію (IC) \| 2,5% \| 1,8% \| \| Республіканська лівиця Каталонії (ERC) \| 5,7% \| 17,6% \| \| Громадянська партія (C's) \| 0,8% \| 0% \| \| Інші \| 0% \| 0% \| |         |         |
| Вибори до Парламенту Каталонії |         |         |
| Рік | 2006 р. | 2003 р. |
| Конвергенція та Єднання (CiU) | 62,3%   | 55,2%   |
| Соціалістична партія Каталонії (PSC) | 5,7%    | 5,5%    |
| Народна партія (PP) | 23%     | 20%     |
| Ініціатива за зелену Каталонію (IC) | 2,5%    | 1,8%    |
| Республіканська лівиця Каталонії (ERC) | 5,7%    | 17,6%   |
| Громадянська партія (C's) | 0,8%    | 0%      |
| Інші | 0%      | 0%      |

У муніципальних виборах у 2007 р. взяло участь 170 осіб (у 2003 р. - 201 особа). Голоси за політичні сили розподілилися таким чином:
| \| Муніципальні вибори \| Муніципальні вибори \| Муніципальні вибори \| \| Рік \| 2007 р. \| 2003 р. \| \| -------------------------------------- \| ------------------- \| ------------------- \| \| Конвергенція та Єднання (CiU) \| 36,5% \| 32,3% \| \| Соціалістична партія Каталонії (PSC) \| 0% \| 0% \| \| Народна партія (PP) \| 63,5% \| 67,7% \| \| Ініціатива за зелену Каталонію (IC) \| 0% \| 0% \| \| Республіканська лівиця Каталонії (ERC) \| 0% \| 0% \| \| Громадянська партія (C's) \| 0% \| 0% \| \| Інші \| 0% \| 0% \| |         |         |
| Муніципальні вибори |         |         |
| Рік | 2007 р. | 2003 р. |
| Конвергенція та Єднання (CiU) | 36,5%   | 32,3%   |
| Соціалістична партія Каталонії (PSC) | 0%      | 0%      |
| Народна партія (PP) | 63,5%   | 67,7%   |
| Ініціатива за зелену Каталонію (IC) | 0%      | 0%      |
| Республіканська лівиця Каталонії (ERC) | 0%      | 0%      |
| Громадянська партія (C's) | 0%      | 0%      |
| Інші | 0%      | 0%      |